# Línea N1 (Avanza Zaragoza)
La línea N1 o búho 1 es una línea regular nocturna de Avanza Zaragoza. Realiza el recorrido comprendido entre la Pza. Aragón y el distrito de Santa Isabel en la ciudad de Zaragoza (España).
Tiene una frecuencia media de 45 minutos.

## Desvíos actuales (no incluidos en la tabla)
Obras 2ª fase del tranvía (desde el 19 de julio de 2011): San Vicente de Paúl 3 se convierte en el terminal, continuando la línea por El Coso.
PARADAS SUPRIMIDAS
- P. Independencia 6
- Pza. Aragón
- Pza. Aragón
- Coso 66

La línea prestará servicio doble en la madrugada de Nochevieja a Año Nuevo.